# Ambiorix
Ambiorix je bio jedan od vođa plemena Eburona tijekom Cezarovog osvajanja Galije.

## Život
Ambiorix je zajedno sa starim Catuvoleus bio vladar plemena Eburona (na današnjem području Belgije), a kada su Rimljani došli na područje njegovog plemena radi gradnje tvrđave u kojoj će prezimiti Ambiorix ih je dočekao raširenih ruku predstavljajući se kao prijatelj zahvalan na prijašnjoj pomoći njegovom narodu. Tu šaradu on će uspješno igrati sve do kraja svojih odnosa s 8. rimskom legijom. Prvu pošiljku hrane i drugih potrepština Ambiorix je poslao Rimljanima u listopadu 54. god.pr. Kr. čime je uspio dokazati svoje prijateljstvo. Dok su tako naizgled odnosi bili srdačni on je unutar svog plemena pokušavao nadglasati Catuvoleusa koji nije htio zaratiti s Rimljanima. Taj pokušaj je na kraju uspio u prvim danima studenog kada su Eburoni napali i uništili 8. rimsku legiju u Bitci za Aduataku. Do očekivanog ustanka susjednih plemena nije došlo pošto su ona ostala zadivljena junačkim otporom osuđene legije tako da je Ambiorixov zimski napad na drugu rimsku legiju propao. Sljedeće godine Julije Cezar je s 50 000 vojnika napao Ambiorixa i Catuvoleusa dajući ujedno potpuno slobodne ruke susjednima plemenima da se pridruže u potpunom zatiranju plemena Eburona. Catuvoleus je najprije prokleo Ambiorixa, a potom počinio samoubojstvo vješanjem shvativši da su osudili svoj narod na propast. Dok su 52. g. pr. Kr. sva sela Eburona gorjela Ambiorix je nastavljao svoj rat bez nade u pobjedu sve do sljedeće godine kada shvaćajući da nema izbora bježi na istočnu stranu rijeke Rajne izvan dosega Rimljana. U te kratke 2 godine ovoga rata pleme Eburona je bilo potpuno zatrto s lica zemlje tako da se ono više nikada ne pojavljuje u povijesti.

## Sadašnjost
Kada je Belgija 1830. godine postala nezavisna njeni povijesni stručnjaci su počeli tražiti povijesnu osobe koje bi trebale postati nacionalni junaci. U tom traženju izbor je pao na hrabrog Ambiorixa koji je svoj narod neodgovornom politikom doveo do genocida. Danas je praktički nemoguće naći mjesto u Belgiji koje nema nekakvu posvetu ovome vođe Eburonesa.